# Kolbeinn Sigþórsson
Kolbeinn Sigþórsson (født 14. marts 1990) er en islandsk fodboldspiller. Han spillede frem til 2011 for AZ Alkmaar, hvortil han kom som 17-årig og sidenhen i AFC Ajax, hvor han scorede 31 mål i 80 kampe, inden han blev solgt for 26 millioner kroner til Nantes i 2015. Sigþórsson var på Islands hold ved U21 EM 2011 i Danmark, hvor han scorede et enkelt mål. På seniorplan repræsenterede han A-landsholdet ved EM 2016 i Frankrig.